# ستيف هاربر (لاعب كرة قدم)
ستيف هاربر (بالإنجليزية: Steve Harper)‏ (3 فبراير 1969 في المملكة المتحدة - ) هو لاعب كرة قدم بريطاني في مركز الوسط. لعب مع بريستون نورث إيند وبورت فايل ونادي بيرنلي ونادي دونكاستر روفرز وهال سيتي وKidsgrove Athletic F.C. ‏ ونادي مانسفيلد تاون ودارلينجتون إف سى.

## وصلات خارجية
- ستيف هاربر على موقع قاعدة بيانات كرة القدم.إي يو (الإنجليزية)
- ستيف هاربر على موقع Soccerbase.com (لاعب) (الإنجليزية)